# Cerro Acececa
Cerro Acececa är en ort i Mexiko.   Den ligger i kommunen Tantoyuca och delstaten Veracruz, i den sydöstra delen av landet, 230 km norr om huvudstaden Mexico City. Cerro Acececa ligger 182 meter över havet och antalet invånare är 208.
Terrängen runt Cerro Acececa är huvudsakligen platt, men österut är den kuperad. Cerro Acececa ligger uppe på en höjd. Runt Cerro Acececa är det ganska tätbefolkat, med 72 invånare per kvadratkilometer. Närmaste större samhälle är Tantoyuca, 10,4 km öster om Cerro Acececa. Trakten runt Cerro Acececa består till största delen av jordbruksmark.